# Göteborgs kanotförening
Göteborgs kanotförening, GKF, är en svensk idrottsförening verksam inom kanotpaddling och kanotsegling. Föreningen bildades den 7 april 1911 i Göteborg, då Björn Bothén, Sven Kjellberg och Thor Mårtensson samlade en liten grupp kanotintresserade göteborgare på restaurang Phoenix i Göteborg. Föreningens första sammanträde var den 23 maj. Som båtplats fick man disponera ett område på Ängholmen i Långedrag. Föreningens första kappsegling var den 6 augusti samma år. Vid årets slut var medlemsantalet 34 och de registrerade kanoterna 17 stycken.
GKF har förutom anläggningen vid Saltholmen i Göteborg en "uthamn" på Valö i Göteborgs södra skärgård.
Kanotföreningens byggnader är byggnadsminne sedan 16 november 2005. Göteborgs kanotförening uppförde 1914 sitt första båthus på Saltholmen efter ritningar av arkitekt Andrew Person. Byggnaderna uppfördes i en enkel nationalromantisk stil med tjärade fasader och småspröjsade vitmålade fönster. Kanotföreningens byggnader har under åren genomgått flera om- och tillbyggnader, som huvudsakligen underordnats det nationalromantiska uttrycket. Byggnaderna är uppförda med en eller två våningar med tegeltäckta sadeltak. Fasaderna är klädda med liggande panel på förvandring i bottenvåningen och stående locklist på övervåningen. På våningsplan 1 finns en kanothall och på våningsplan 2 finns omklädningsutrymmen. Trapphus finns på vardera sida.
Saltholmen med sina omgivningar blev under tidigt 1900-tal ett centrum för både badliv och båtsport i Göteborg.
Ur stadgarna 1973 - §1 Göteborgs Kanot Förening stiftad den 11 april 1911 har till uppgift: 
att verka för kanotidrottens utveckling och popularisering
att väcka och vidmakthålla intresset för segling och paddling
att ge medlemmarna tillfällen till tävlan, samvaro och ett sunt friluftsliv
att på lika villkor låta medlemmarna utnyttja Föreningens anläggningar på sätt som anges i ordningsreglerna

## Kronologi

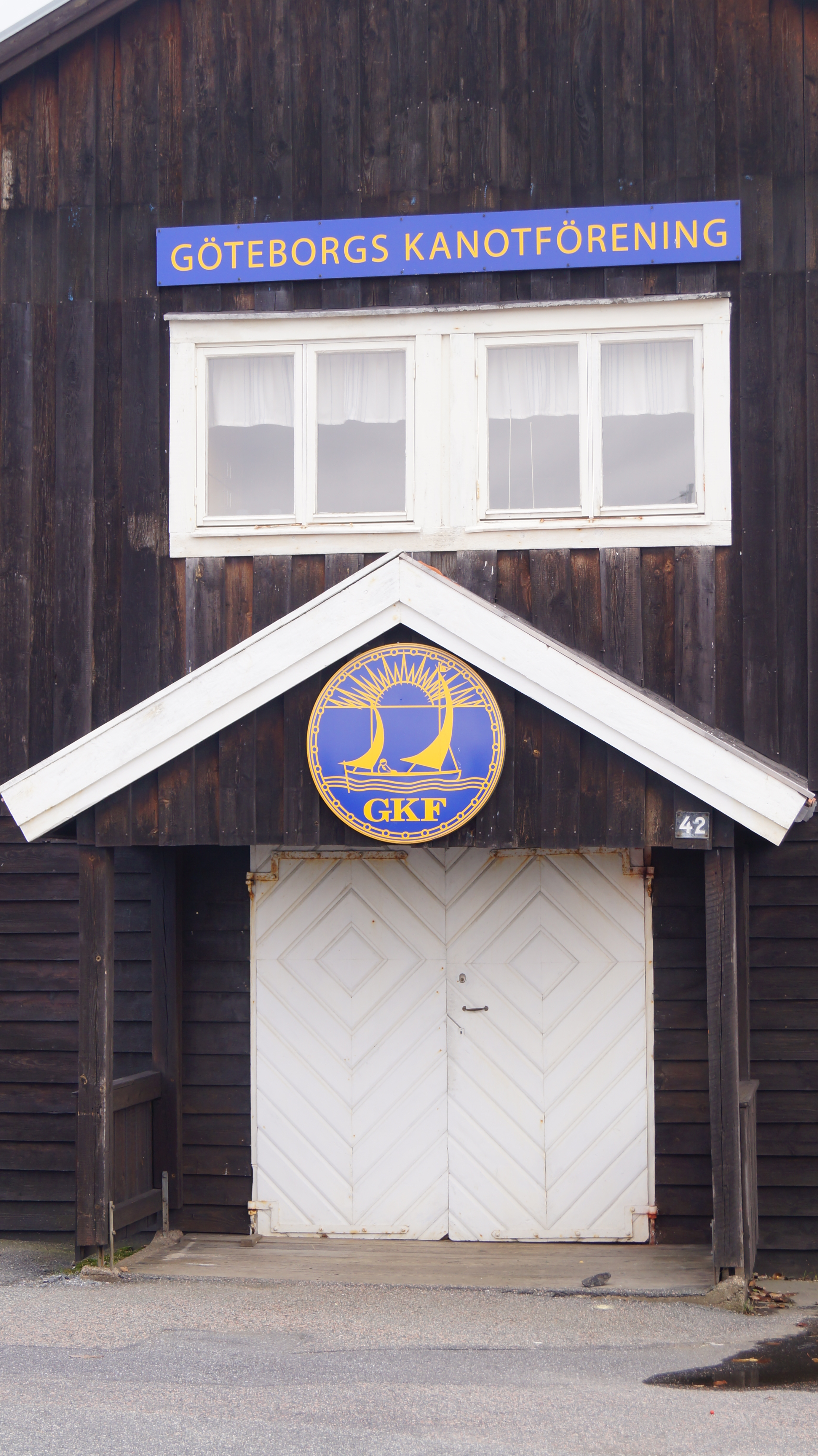
Entrén till Göteborgs kanotförening.

- 1912 - Medlemsantalet var vid årets slut 90 och de registrerade kanoterna 20.
- 1913 - Stadgar fastställdes för Styrsöpokalen. AB Långedrag utarrenderar skären NO Saltholmen för uppförande av ett båthus.
- 1914 - I slutet av september invigdes det första båthuset. Arkitekt var Andrew Persson. Till föreningens första hedersledamöter kallades James Keiller s:r och Dan Broström. Föreningen ansluter sig till Svenska Kanotförbundet.
- 1915 - En paddelkommitté tillsättes och den 16 augusti äger föreningens första paddeltävling rum.
- 1916 - Föreningen anordnar Svenska mästerskapstävlingar i paddling.
- 1919 - En ständiga ledamöters fond inrättas.
- 1920 - Föreningen firar 10 år. Jubileumstävlingar i samband med GKSS regatta.
- 1922 - En tillbyggnad av båthuset inviges 30 april vid föreningens vårsammanträde.
- 1923 - En 50 meter lång brygga byggs från "flaggstångsholmen". Sveriges idrottsspel i Göteborg med deltagare i kanottävlingarna från ett flertal svenska föreningar, Danmark, Tyskland och Amerika.
- 1927 - En särskild båthusförvaltning inrättas.
- 1929 - Hamnbryggan utökas med 50 meter.
- 1930 - Båthuset byggs till med en tvåvåningsbyggnad innehållande båthall, matrum och omklädningsrum samt ett rum och kokvrå för en vaktmästare.
- 1936 - Föreningen firar 25 år. SM i kanotpaddling. Man förvärvar Valö (Varö) som uthamn.
- 1946 - Den 25 september tecknas ett köpeavtal där föreningen för 1 500 kronor förvärvar båthustomten.
- 1951 - Föreningen firar 40 år. SM-tävlingar.
- 1953 - En ny slip blir klar. Will Steffenburg blir hedersordförande.
- 1956 - Ny brygga klar, 100 meter lång och bredare än den gamla.
- 1961 - Föreningen blir 50 år. SM i kanotsegling.
- 1962 - En följebåt köps in. Hultet på Valö byggs om, och "Arbetsplikt" införes.
- 1963 - Seglarskola på Saltholmen.
- 1964 - Från Riksidrottsförbundet erhålles 3 000 kronor i anslag till underhåll av byggnaderna.
- 1968 - För andra gången erhålles 3 000 kronor i anslag av Riksidrottsförbundet.
- 1969 - Kran anskaffas. Stora hallen lyftes och riktas. En orkan på 42 sekundmeter skadar tegeltaken.
- 1970 - Sprängning och planering av tomten påbörjas. Markbyte med staden. Anslag 5 000 kronor från Riksidrottsförbundet.
- 1971 - Föreningens 60-årsjubileum. SM i kanotsegling.
- 2011 - Föreningens 100-årsjubileum.